# Parti communiste d'Uruguay

Drapeau du Parti communiste d'Uruguay.

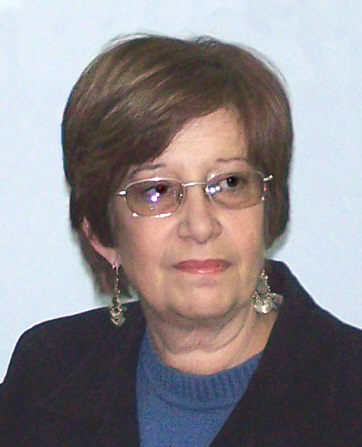
Marina Arismendi, secrétaire général de 1992 à 2006, membre de la Table politique du Frente Amplio de 1992 à 1999, et ministre du Développement social du gouvernement Tabaré Vázquez (2005-2010; depuis 2015).

Le Parti communiste d'Uruguay est un parti politique uruguayen, fondé le 21 septembre 1920 et né d'une scission du Parti socialiste après la Révolution d'Octobre.
Depuis 1971, il fait partie du Frente Amplio. Le secrétaire général a été, successivement, Eugenio Gómez (1920-1955), Rodney Arismendi (1955-1988), Jaime Pérez (1988-1992), Marina Arismendi (1992-2006), Eduardo Lorier (2006-2017) et Juan Castillo depuis 2017.
Marina Arismendi est, de 2005 à 2010 et depuis 2015, ministre du Développement social du gouvernement Tabaré Vázquez.

## Fondation: les années 1920
Lors de la Première Guerre mondiale, plusieurs dirigeants socialistes, menés par Emilio Frugoni, étaient en faveur de l'entrée en guerre aux côtés de la Triple-Entente contre la barbarie germanique, en particulier au moment où l'Empire allemand commença la guerre sous-marine. Les tensions au sein du Parti socialiste augmentèrent avec les nouvelles de Russie, la majorité, derrière Eugenio Gómez (es) et Celestino Mibelli, se prononçant en faveur des bolchéviques, tandis que la plus grande partie du Comité exécutif, avec Frugoni, préférait attendre avant de se prononcer sur les événements révolutionnaires.
La fondation de la Troisième Internationale ouvrit la crise, qui culmina lors du VIIIe Congrès, le 20 septembre 1920. La majorité du Parti socialiste vota en faveur de l'adhésion au Komintern (1927 voix pour, contre 175 et 257 abstentions). La tendance de Frugoni, elle, préféra s'associer à la Deuxième internationale et demie, qui rejetait la social-démocratie et le réformisme parlementaire, sans pour autant adopter les thèses du Komintern. Un Congrès extraordinaire fut convoqué, le 16 avril 1921, pour discuter des 21 conditions de Lénine, qui furent acceptées par 1007 voix (et 110 voix avec des réserves). Les minoritaires furent expulsés du parti et, plus tard, réorganisèrent le Parti socialiste, tandis qu'Eugenio Gómez, dirigeant de la Fédération ouvrière maritime, qui avait mené une grande grève en 1918, fut, parmi les membres du Comité exécutif, celui qui fut élu (à nouveau) avec le plus de voix.
Le Parti socialiste se rebaptisa Parti communiste, conformément à la 17e condition du Komintern. L'intégration à l'Internationale ne se fit qu'à partir de 1922, et se concrétisa à partir de 1925 avec la bolchévisation du parti : les premières années du Parti furent ainsi marquées par ce que la direction appela plus tard la « tactique anarchiste », due, selon elle, à la méconnaissance de la doctrine bolchévique.

## De 1945 à 1973
Eugenio Gómez (es), principal dirigeant du PCU depuis sa fondation, fut expulsé en 1955, par un groupe dirigé par Rodney Arismendi (es) et comprenant José Luis Massera, en même temps que le PCU entamait sa déstalinisation. Arismendi devint alors secrétaire général jusqu'à sa démission, Jaime Pérez (es) le remplaçant alors. Dès 1947, le PCU, bien que légal, est étroitement surveillé par l'armée et les services de renseignement.

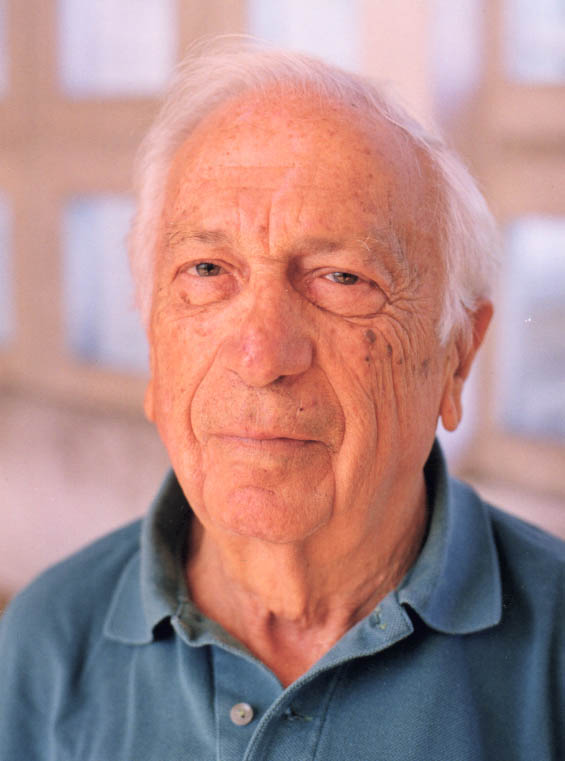
José Luis Massera, mathématicien et l'un des membres du Comité central après 1955. Emprisonné sous la dictature, de 1975 à 1984.

Le XVIIe Congrès du PCU, en 1958, marqua la ligne du parti après guerre, formulée en trois points principaux:
- l'organisation de tous les travailleurs en un syndicat unique, intégrant, dans la mesure du possible, le plus de secteurs sociaux;
- l'unité politique avec toutes les forces progressistes de gauche du pays;
- la construction d'un grand parti de masse.

La première tentative d'unification de la gauche eut lieu pour les élections générales de 1962, avec la création du FIDEL (Frente Izquierda de Liberación, ou Front de gauche de libération), qui rassemblait, autour du PCU, le Mouvement révolutionnaire oriental (MRO), des secteurs indépendants et quelques groupes et personnes ayant rompu avec les deux partis traditionnels, le Parti colorado et le Parti blanco. Grâce au FIDEL, le PCU progressa légèrement en n'obtenant toutefois que 3,49 % des voix (plus que l'Union populaire autour du Parti socialiste), le mathématicien José Luis Massera étant alors élu député.
En 1964, le PCU décide de créer une structure clandestine armée pour se préparer à un éventuel putsch, à la suite de rumeurs persistantes faisant état d'une telle possibilité. Il restera toutefois très critique des Tupamaros, et sa structure armée avait aussi pour but de rallier les partisans de la lutte armée dans le Parti plutôt qu'au Mouvement de libération nationale - Tupamaros.
Plus de 300 organisations du pays se réunirent ensuite, en 1965, dans le Congrès du Peuple, qui fournit les bases de la Convention nationale des travailleurs (CNT) créée en 1966. Les scores du Front de gauche de libération d'un côté, et de l'Union populaire d'Enrique Erro de l'autre, ayant été plus que faibles en 1962, les deux coalitions s'allièrent pour les élections de 1971, constituant un nouveau front, intégrant davantage de groupes encore (dont le Mouvement du 26 mars, créé par les Tupamaros), dénommé Frente Amplio (Front large). Jaime Pérez (es) fut alors élu député, dénonçant au Parlement les assassinats des militants communistes d'avril 1972.

## La dictature
Le PCU fut interdit, à partir de 1973, sous la dictature militaire (d'abord présidée par Bordaberry). Rodney Arismendi, député depuis 1946, fut arrêté, ce qui permet au régime de mettre la main sur le fichier des membres du parti. Expulsé, il s'exila par la suite à Moscou. Un an après son arrestation, la nouvelle direction fut arrêtée; en 1975, le nouveau triumvirat est arrêté à nouveau, et en 1979, la majorité de la direction est à nouveau arrêtée. En 1981, la plupart de la structure syndicale clandestine est démantelée, ainsi qu'une part important des militants de l'UJC (Unión de la Juventud Comunista) à l'Université .
Jaime Pérez (es) fut ainsi emprisonné de 1974 à 1984, de même que José Luis Massera, incarcéré et torturé de 1975 à 1984. Eduardo Bleier Horovitz, du comité central, est arrêté le 29 octobre 1975 et tué en juin 1976,. En 1974, Cuba accueillait 600 exilés du PCU.
D'octobre 1975 à juin 1976, le PCU et le Parti pour la victoire du peuple (PVP) sont ainsi visés par l'« Opération Morgan », qui cible les militants présents en Uruguay et en Argentine. Dirigée par la DNII, elle est mise en œuvre par l'OCOA et la division n°1 de l'armée, commandée par le général Esteban Cristi. L'enseignante Elena Quinteros du PVP est séquestrée et assassinée durant cette opération, de même que des centaines de militants qui furent arrêtés et transférés dans des centres clandestins de détention, où ils étaient interrogés et torturés, comme ce fut le cas pour Omar Paitta, militant du PCU et syndicaliste du BTP. Au total, l'Opération Morgan, dont des aspects continuèrent jusqu'en 1984, aboutit à la torture de milliers de détenus, à 23 disparitions forcées, 23 morts au cours de torture, un assassinat en Argentine (Raul Feldman, tué lors d'une opération de la Triple A) et 6 décès en prison.

## La transition démocratique

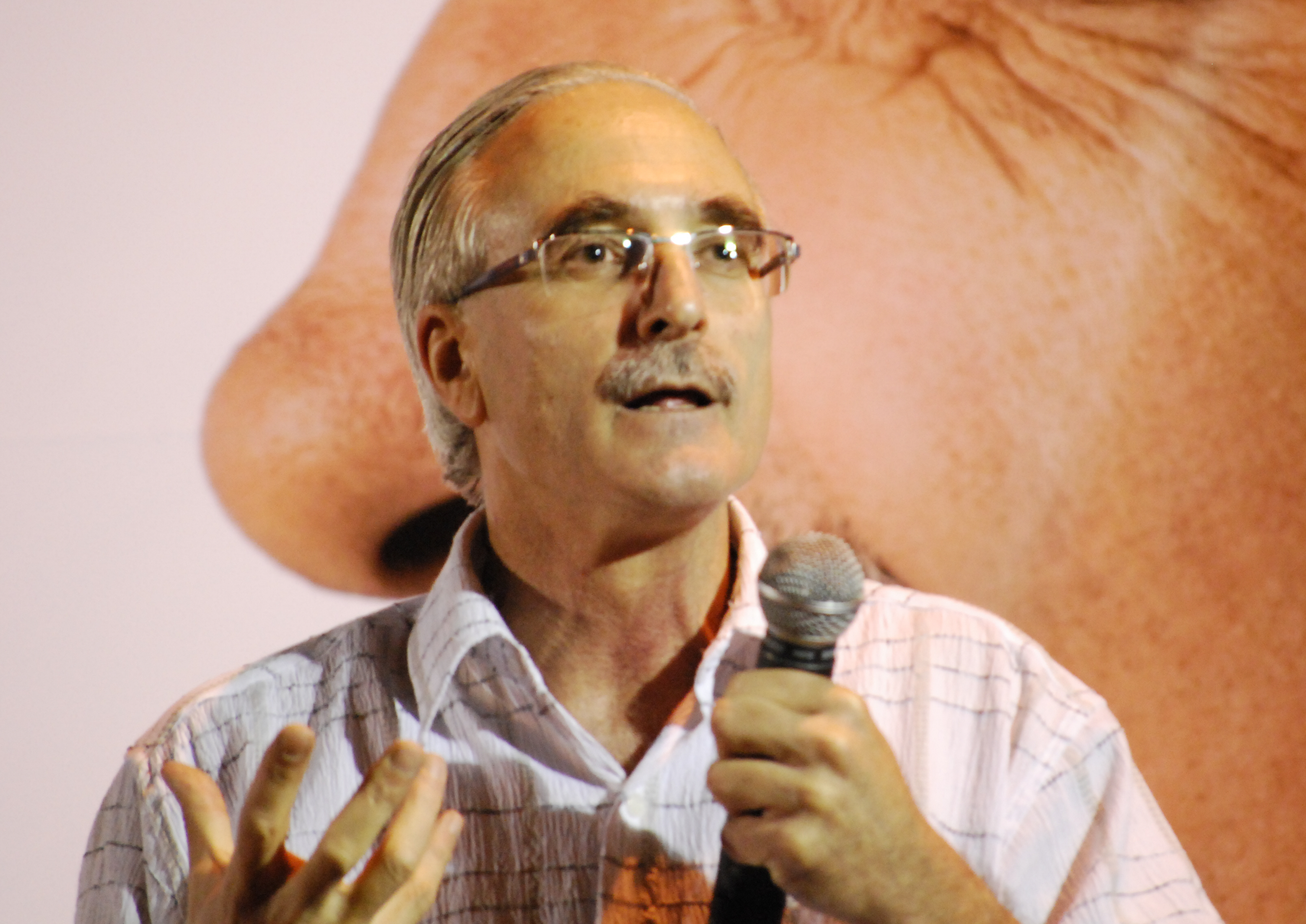
Discours du sénateur Eduardo Lorier, secrétaire général du PCU, lors de la campagne présidentielle de 2009, soutenant la précandidature de José Mujica.

Le PCU ne fut pas autorisé non plus lors des élections de 1984, mais présenta tout de même une liste, sous le nom de Democracia Avanzada (liste 1 001). En 1988, Jaime Pérez (es) remplaça Rodney Arismendi (es) en tant que secrétaire général, Arismendi étant élu président du Comité central. À la suite de la chute du Mur de Berlin, Pérez impulsa un virage social-démocratique au Parti.
Celui-ci présenta de nouveau la liste 1 001 aux élections de 1989, mais dépouillée de la plupart du contenu doctrinal, afin de réunir le plus de voix autour d'un Front large: le PCU obtint alors son plus grand succès électoral, avec quatre sénateurs (dont Jaime Pérez) et onze députés. Toutefois, à la suite d'affrontements internes, Pérez laissa la place en 1992 à Marina Arismendi, la fille de l'ex-secrétaire général, qui conserva ce poste jusqu'en 2006. Nombre de dirigeants démissionnèrent alors du parti, dont Pérez et Marcos Carámbula, qui formèrent alors une autre organisation, Confluencia Frenteamplista (Confa). Depuis 2006, le sénateur Eduardo Lorier est secrétaire général du PCU, qui fait toujours partie du Frente Amplio.
Aux élections générales de 2009, le PCU a soutenu la précandidature de José Mujica, qui fut finalement élu président en novembre. Le PCU, qui participait à la sous-liste (sublema) organisée par l'Espace 609 (Mouvement de participation populaire, MPP, etc.) réussit à faire élire un sénateur, Eduardo Lorier, et quelques députés; dans certains départements, le MPP et le PCU avaient présenté un candidat commun. Ailleurs, Doreen Ibarra fut la seule élue de la liste 1 010 (PCU), à Montevideo.

## Source originale partielle
- (es) Cet article est partiellement ou en totalité issu de l’article de Wikipédia en espagnol intitulé « Partido Comunista de Uruguay » (voir la liste des auteurs).